# Portal Tomb von Killiney

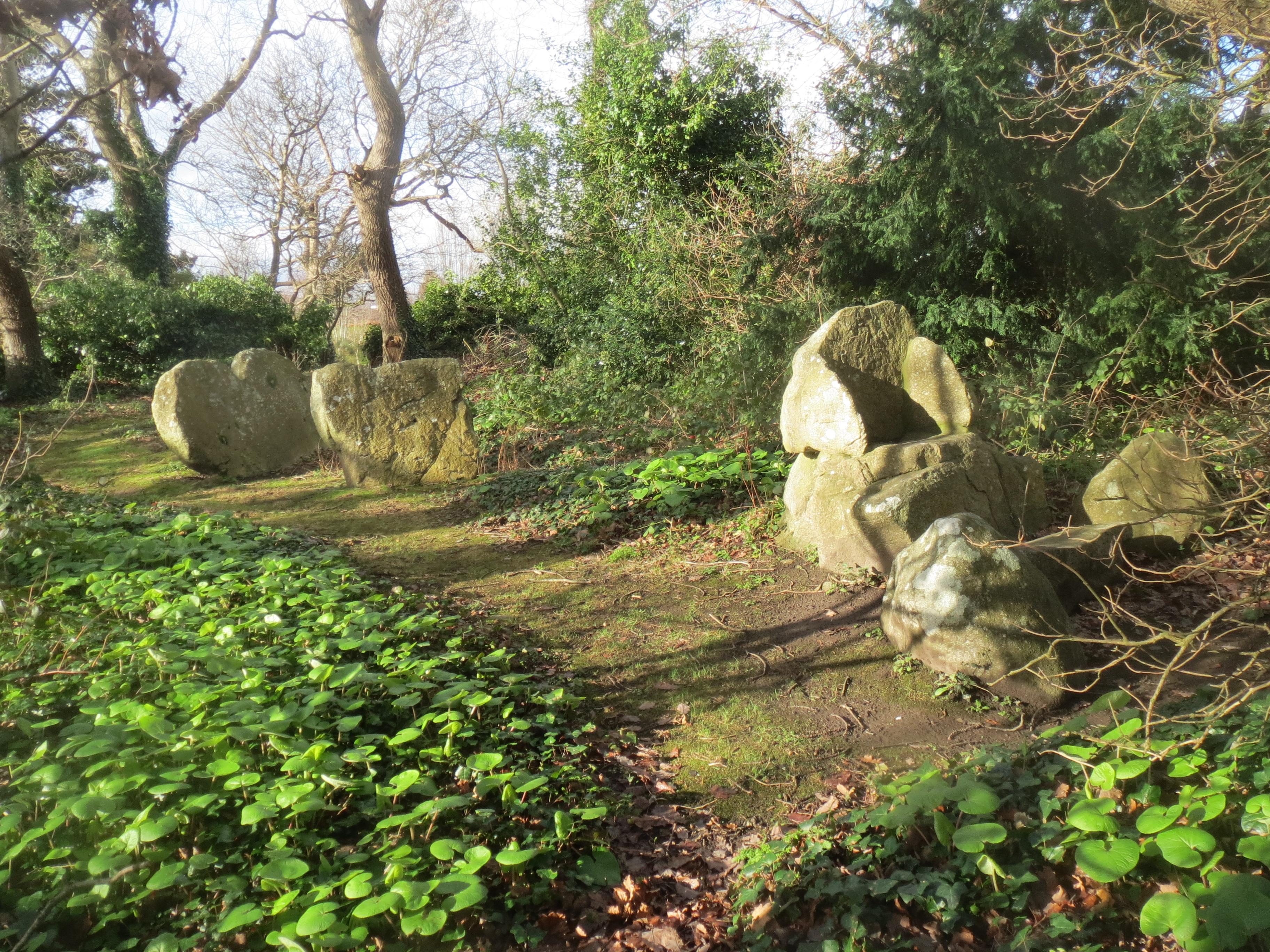
Portal Tomb von Killiney

Das Portal Tomb von Killiney (auch The Brehon’s Chair oder The Druids Judgement Seat (dt. „der Richterstuhl des Druiden“) genannt) liegt westlich der Killiney Hill Road, im Townland Killiney, südlich von Dún Laoghaire, nördlich von Bray im County Dublin in Irland. 
Als Portal Tombs werden Megalithanlagen in Irland und Großbritannien bezeichnet, bei denen zwei gleich hohe, aufrecht stehende Steine mit einem Türstein dazwischen, die Vorderseite einer Kammer bilden, die mit einem zum Teil gewaltigen Deckstein bedeckt ist. 
Das Denkmal ist wahrscheinlich der Rest eines Portal Tombs, das von einem Steinkreis umgeben war. Erhalten sind einige vertikale Platten, von denen eine stuhlartig aussieht. Leider war der „Stuhl“ von Killiney zerstörerischen Kräften ausgesetzt. 1972 wurde von der Ballybrack-Gilde der ICA versucht, das Denkmal offiziell anerkennen zu lassen. Interessanterweise wurde diskutiert, ob das Denkmal von Killiney echt ist. Der Historiker William F. Wakeman (1822–1900) erklärte es für eine Fälschung, aber der Antiquar Charles Vallencey Pratt (1831–1907) glaubt, dass es echt sei.
Es gibt zwei Druiden- oder Richterstühle im County Dublin, der andere ist Brehon’s Chair oder Taylor’s Grange in Rathfarnham bei Tallaght. In der Nähe liegen der Dolmen von Brennanstown und das Portal Tomb von Ballybrack.